# Masters of War
"Masters of War" is een protestlied geschreven door Bob Dylan in de winter van 1962-63 en verschenen op het album The Freewheelin' Bob Dylan (1963). De melodie was gebaseerd op de folktraditional "Nottamun Town". Het nummer is een aanklacht tegen de wapenwedloop in de Koude Oorlog. "Masters of War" is opmerkelijk omdat het Dylans meest directe, onomwonden aanval was, met duidelijk afgelijnde personages: er is een 'ik' en een 'jij' en die 'jij' heeft het helemaal bij het verkeerde eind; er is geen ruimte voor empathie met de oorlogsmisdadiger.
Bob Dylan is een van de bekendste artiesten die protestliederen heeft gemaakt.
Wannes Van de Velde maakte in 2000 met Roland Van Campenhout een tweetalige versie van het nummer, getiteld "Oorlogsgeleerden".
Eddie Vedder zong een versie op The 30th Anniversary Concert Celebration